# Timon (1973.)
Timon, hrvatski dugometražni film iz 1973. godine.